# أن دجي-يونغ
أن دجي-يونغ (هانغل: 안지영) هي مغنية كورية جنوبية، ولدت في 14 سبتمبر 1995 في يونغجو في كوريا الجنوبية.